# Kürschnerei in Leszno

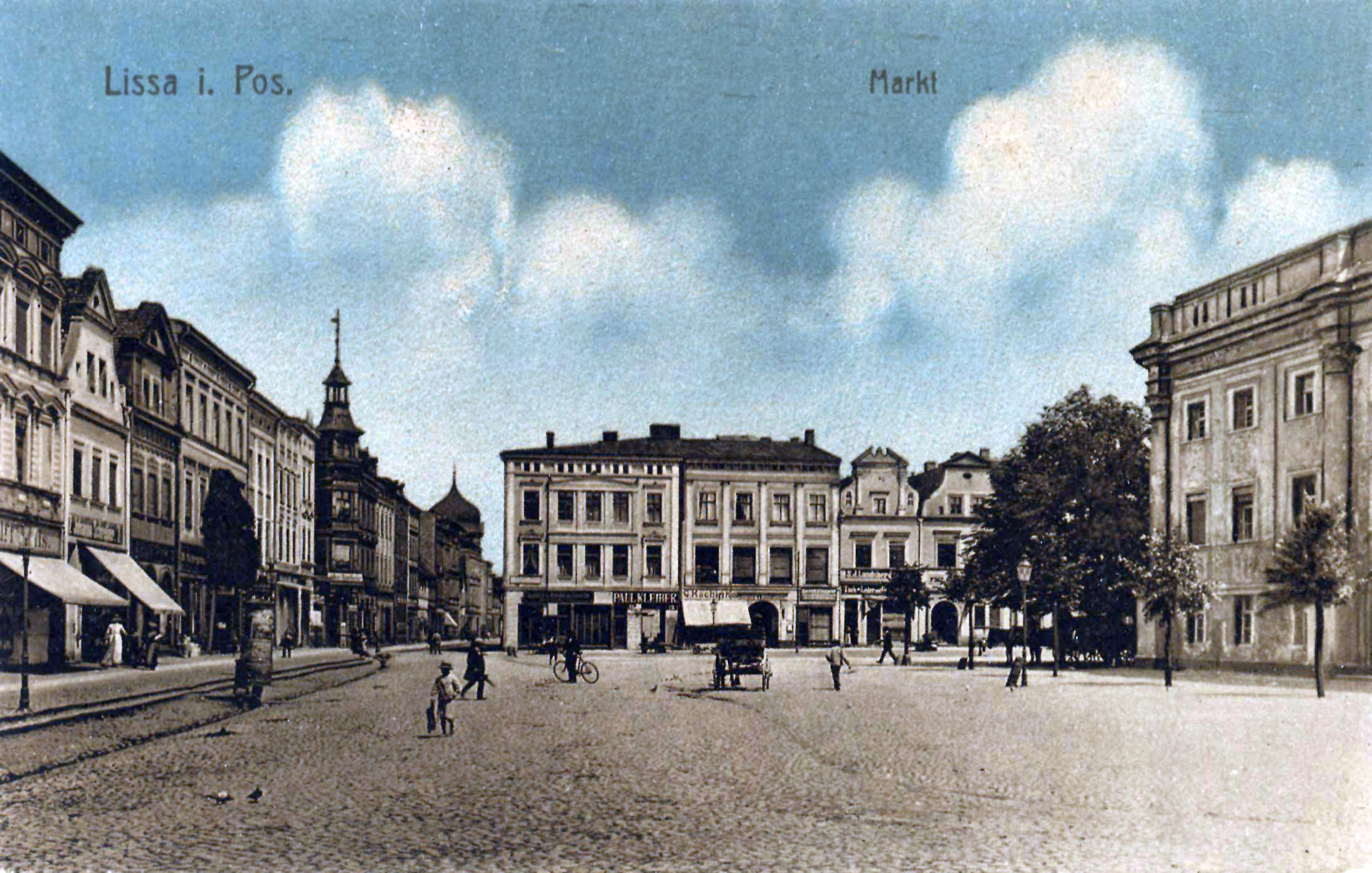
Marktplatz in Leszno (um 1900)

Die Kürschnerei in Leszno, deutsch Lissa, war mit dem Nebenzweig des Rauchwarenhandels einmal ein bedeutender Wirtschaftsfaktor der polnischen Stadt. Im 17. Jahrhundert war sie eines der wichtigsten Handwerksgewerbe, besonders jüdische Einwohner waren als Kürschner und Händler aktiv.

## Geschichte
Im Jahr 1793 kam Leszno infolge der Zweiten Polnischen Teilung unter preußische Herrschaft und wurde fortan als Lissa bezeichnet. Nach dem Wiener Kongress gehörte Lissa zum preußischen Kreis Fraustadt in der Provinz Posen, Regierungsbezirk Posen.

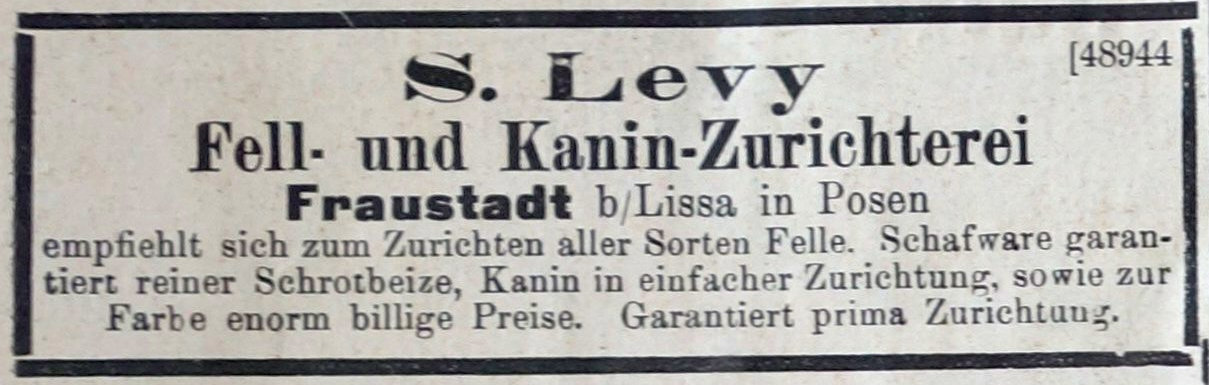
S. Levy, Fell- und Kanin-Zurichterei, Fraustadt bei Lissa (Anzeige 1912)

Bereits 1864 wurden die „sorgsamen und fleißigen Kürschner der Städte Lissa und deren Nachbarstadt Fraustadt in Posen“ erwähnt, die jährlich mehr als eine halbe Million Kaninchenfelle zubereiten und zu Pelzwerk verarbeiten. Vor 1900 bis Mitte des 20. Jahrhunderts war in der Pelzmode das preisgünstige und massenhaft anfallende Kaninfell noch einmal mehr gefragt. Die polnischen weißen Felle der Hauskaninchen wurden nicht gefärbt, sondern wurden alaungar zugerichtet und naturfarben verarbeitet, teilweise auch geschoren. Mittelpunkt dieses Wirtschaftszweigs waren jetzt Lemberg in Galizien und Lissa, „Sitz der weißen Kanin-Industrie“. Kaninfelle mit Lissaer Pelzzurichtung waren „ein bekannter und standardmäßig gehandelter Tagesartikel“.
Der Verleger und Autor der Pelzbranche Paul Schöps hatte angefangen, Erwähnungen von Kürschnern in der deutschsprachigen Literatur zusammenzutragen. Vermutlich scheiterte er an der großen Zahl, er kam nur von „A“ bis „Ben“. Für Lissa fand er vier Kürschnermeister namens Adelt, die dort im 17. Jahrhundert gelebt und gewirkt haben. Beim großen Stadtbrand im Jahr 1657 erlitten drei der Männer so große Schäden, dass zwei und von einem die Witwe unterstützt werden mussten.
Im Jahr 1877 ließ der Kürschnermeister Louis Metz in Lissa in der Baderstraße 7 ein stattliches Wohn- und Geschäftshaus mit zwölf Zimmern errichten, mit zwei Küchen und drei Alkoven. Die Größe des Hauses erklärt sich durch die zahlreiche Familie, Louis Metz baute es in dem Jahr, als das letzte seiner zwölf Kinder geboren wurde. Im Erdgeschoss befanden sich der Verkaufsraum und die Werkstatt, die Wohnräume waren in den beiden oberen Stockwerken. Der Inhaber beschäftigte Gesellen und Lehrlinge sowie eine Hausangestellte. Das Haus besteht wohl noch heute, zwei Häuser entfernt von der damaligen Matze-Bäckerei, aus der später eine Matze-Fabrik wurde, die ihre Erzeugnisse bis nach Berlin lieferte. Louis Metz’ Vater war ebenfalls bereits ein Kürschnermeister. Im Jahr 1860 heiratete er Amalie Baum (1834–1902), die aus einer Lissaer Kaufmannsfamilie stammte. In der Provinz Posen, so auch in Leszno, wuchsen die Kinder in der Regel mehrsprachig auf. Auch in der Familie Metz sprach man untereinander nur Deutsch, die Kinder beherrschten jedoch ebenso das Jiddische, Polnische und Hebräische.

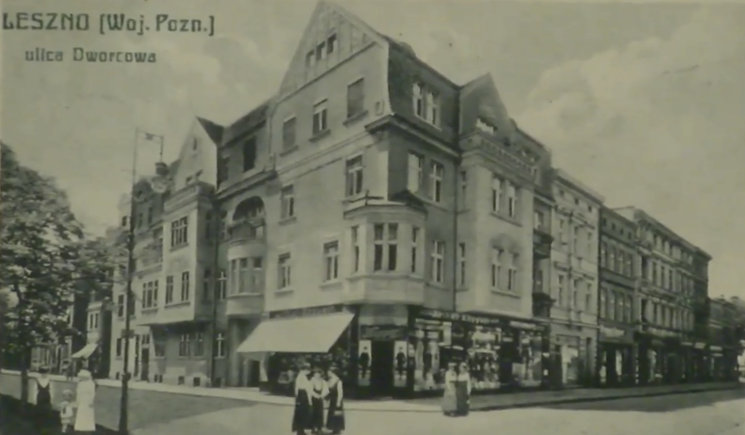
Pelzgeschäft Fr. Sauer (Anfang 20. Jh.)

In der Sammlung des Antiquars Janusz Skrzypczak in Leszno befinden sich noch Teile des Nachlasses der Kürschnerei Fr. Sauer mit Handwerkszeug und Pelzzutaten. 1930 ist im Adressbuch Jan Sauer als Inhaber vermerkt. Teil des Nachlasses ist eine Quittung aus dem Juli 1942, Inhaber war jetzt der Enkel des Gründers, Kürschnermeister Hans Sauer. Die Firma Fr. Sauer war 1894 von Franciszek Sauer eröffnet worden und befand sich zu einem frühen Zeitpunkt in einem prominent gelegenen Ecklokal auf der Kaiser-Wilhelm-Straße (ulica Dworcova). Zum Zeitpunkt der Quittungserstellung 1942 war es an anderer Stelle, in der Adolf-Hitler-Straße 44 gelegen. Wie die meisten seiner Kollegen in Klein- und Mittelstädten bot Sauer nicht nur Pelzwaren und die damit verbundenen Dienstleistungen an, sondern führte auch Hüte, Mützen und sämtliche Herrenartikel. Immerhin war das Unternehmen in ganz Posen ein Begriff. Hans Sauer leitete das Unternehmen bis 1945, wohl bis zur Vertreibung der deutschen Anwohner von Leszno. Sein Nachfolger war Stanisław Wawrowski, der den Betrieb unter eigenem Namen weiterführte. Janus Skrzypczak stellt seine von der Tochter Wawrowskis erhaltene Sammlung, auch mit alten Ansichten der beiden Ladenlokale Sauer, in einem Video vor.

### Jüdische Kürschner in Lissa/Leszno
Die Judenschaft in Lissa war politisch von der Bürgerschaft völlig getrennt. Sie bildete eine eigene Kommune mit eigenen Rechten und einer besonderen Verwaltung. Die städtischen Behörden hatten über die Juden keine Befugnisse, für einen Haftbefehl gegen einen Juden bedurfte es der Zustimmung des Grundherrn. Die Abtrennung der Juden wurde vom Rat streng überwacht. Immer wieder kam es zu Verboten an die Bürger, den Juden Wohnungen, Läden oder auch nur Kammern oder Stallungen zu vermieten.
Die erste bekannte Erwähnung von Juden in Lissa erfolgte in einem Privilegium der Kürschner, das 1604 vom Grafen von Lissa gegeben und 1696 bestätigt wurde. Dort hieß es: „Die Juden in und ausser der Stadt dürfen auf den herrschaftlichen Gütern keine Felle aufkaufen auch nicht mit ausgefertigten Pelzen oder Mützen in der Stadt hausieren gehen“. Mit Namen genannt wurden im Jahr 1604 zuerst drei von ihnen, darunter ein Jacob Graukob (Graukopf?), später 1928 ein Lissaer Ältester Lauzarus aus Lenczce, der in gleicher Eigenschaft zusammen mit dem Ältesten Moyses Aaron das Privilegium vom 6. Mai 1628 im Fraustädter Grodgerichte eintragen ließ. Im März 1710 wurde den Juden durch König Stanislaus Leszynski unter anderem bestätigt, nach inständigem Bitten und Klagen über erlittenes Unrecht, dass die Kürschner und Mützenmacher sowie alle Handwerker ihre Produkte auf Jahrmärkten in offenen Städten, besonders in Schmiegel, verkaufen dürfen, dass sie Kramläden offenhalten, jeglichen Handel betreiben, Bier, das sie nach Taxe gekauft haben, ausschenken dürfen, ohne dass sie dabei teurere Einkaufspreise bezahlen sollen als ihre christlichen Konkurrenten.
An Markttagen war den Juden der „freie Einkauf auch von Fellen erst nach den Bürgern um 8 Uhr gestattet, ausser von Hühnern und Gänsen“. Die christliche Kürschnerinnung beschwerte sich beim Grundherrn, dass die Juden in ihren Läden Rauchwaren, mit Tuch überzogene Handschuhe verkauften, Pelze einführten, in der Stadt außerhalb der Marktzeit Mützen, Futter, Handschuhe, Pelze und andere Rauchwaren feilboten und solche in den Häusern der Bürger anfertigten, wodurch die Zunft großen Schaden erlitte. Am 15. Dezember 1749 ordnete der Grundherr an, dass – bei Verlust der Waren und 10 Mark Strafe an die Herrschaft – niemand einen privilegienwidrigen Handel treiben dürfe, und nur wenn er „von Herrschaften und Geistlichen gerufen“ werde, er Rauchwaren in christlichen Häusern verkaufen, verarbeiten oder auf Gassen herumtragen dürfe.
Im Jahr 1764 erwirkten die jüdischen Kürschner von Anton Fürst Sulkowski ein eigenes Privilegium, um einem weiteren Abbruch ihres Gewerbes durch die Lissaer jüdischen Schneider zu begegnen. 1793 umfasste die jüdische Kürschnerinnung 29 Kürschner; 1795 waren es 25 Kürschner mit 18 Gesellen und 5 „Jungen“, 1807 waren es 21 Kürschner mit 6 selbständigen Gesellen; 1849 waren es 80. An der Spitze der Zunft standen drei Innungsmeister, ihr Siegel trug die Umschrift „Siegel des jüdischen Kürschner-Gewerks zu Lissa 1799“. Im Jahr 1801 reichten die christlichen Kürschner vergeblich eine Beschwerde gegen sie ein.
Auf eine erneute Beschwerde der christlichen Kürschnerinnung „wegen der jüdischen Pfuschereyen“ bestimmte der preußische Kriegs- und Domänenrath von Hirschfeld 1806, dass den Juden das Hausieren mit Kürschnerware bei Wegnahme derselben verboten sei und dass der Magistrat auf die Bestimmungen des Privilegiums der Jüdischen Kürschner und die Anzahl ihrer Lehrlinge achte und „Nahrungs-Schmälerung“ des christlichen Kürschner-Gewerks verhüte. Der versammelten jüdischen Kürschnerinnung wurden neben diesen Bestimmungen auch diejenigen des General-Juden-Reglements über die Lösung eines Lehrbriefs, die Anfertigung des Meisterstücks und Erlangung der „Freimeister-Concession“ vom Magistrat am 25. Januar 1807 eingeschärft. Das Protokoll unterzeichneten 21 Mitglieder. Den ebenfalls erschienenen sechs jüdischen Kürschnergesellen, die bereits selbständig arbeiteten, wurde dies verboten, und ihnen wurde eine Frist von vier Wochen gegeben, innerhalb der sie das Meisterstück anfertigen und sodann als Meister sich niederlassen sollten. Dazu verpflichteten sie sich schriftlich.
Die jüdischen Kürschner in Lissa hatten schon lange ungewöhnlich mehr Freiheit in ihrer Berufsausübung als andernorts, die Besonderheit einer eigenen Innung zeugt davon. Die Trennung der beiden Innungen war jedoch zwangsweise, da die städtischen Handwerkerinnungen keine Juden aufnahmen. Am 4. März 1806 verfügte der Lissaer Magistrat an die christlichen Gewerke, dass laut einer Circularnote höheren Ortes die Juden mehr Handwerke erlernen sollen. Im Jahr 1920 wurde nach einer Beschwerde der jüdischen Schneider- und Kürschnerzünfte noch einmal ausdrücklich bestätigt, dass „der Gewerbeschein an Stelle der Concession genüge, und jeder jüdische Handwerker eher begünstigt als beschränkt werden müsse.“
Eng einher mit der Kürschnerei geht der Pelzhandel. 1782 reisten jüdische Tuch- und Kleiderhändler mit ihren Waren aus Lissa auf die Märkte auch der umliegenden Staaten, nach Petersburg, Berlin und Leipzig. Der Lissaer Handel mit Im- und Export lag größtenteils in jüdischer Hand. Die Fabrikanten machten Geschäfte mit Tüchern, Kolonialwaren, Weinen und Pelzwerk. Der 1783 in Lissa geborene Jude R. Salomon Eger erhielt dort am 18. Oktober die Konzession zum Rauchwarenhandel, er ging als Kaufmann nach Warschau, wohin allgemein enge Handelsbeziehungen zu Lissa bestanden.
Im Jahr 1902 traten die vereinigten Lissaer Pelzzurichter dem im Vorjahr in Leipzig, mit Sitz in Hamburg, neu gegründeten deutschen Deutschen Kürschnerverband bei. In einem Streik, der vom 25. April bis zum 29. Mai 1904 dauerte, erwirkten die Zurichter eine Lohnaufbesserung von vier Mark pro Woche. Wie es in einer späteren Gewerkschaftspublikation hieß, herrschten hier „noch die rückständigsten Zustände, wie sie sonst nirgends anzutreffen waren“.
Nach Beginn des Zweiten Weltkriegs (1939–1945) wurde auch Leszno von der deutschen Armee besetzt und in das Dritte Reich eingegliedert. Es erhielt erneut den deutschen Namen Lissa. In der Stadt gab es zwei Zwangsarbeitslager für Polen und Juden. Mehrere Tausend Menschen aus Stadt und Kreis Lissa wurden ins Generalgouvernement verschleppt und viele von ihnen dort in Konzentrationslagern ermordet; viele kamen als Zwangsarbeiter ins Deutsche Reich. Die deutsche Besatzung beendete durch Deportation und Ermordung der letzten Juden die fast 400-jährige Geschichte der ehemals bedeutenden jüdischen Gemeinde Lissas. Im Frühjahr 1945 besetzte die Rote Armee die Region. In der Folgezeit wurde die deutsche Minderheit von der örtlichen Behörde aus Leszno vertrieben.

### Lissa/Leszno und Leipzig
Das ehemalige Pelzhandelszentrum Leipziger Brühl hatte bis zum Zweiten Weltkrieg den Ruf als „Weltstraße der Pelze“. In Leipzig waren 1929 von 794 Rauchwarenhändlern deutlich mehr als die Hälfte jüdischer Herkunft. Die Betriebe des Rauchwarenhandels erbrachten mit Abstand das größte Steueraufkommen der Stadt, wovon die jüdischen Händler, schon auf Grund ihrer großen Zahl, den größten Teil beitrugen.
Die sächsischen Landesherren hatten sich in der Vergangenheit den Juden gegenüber unterschiedlich verhalten. So war Markgraf Dietrich von Landsberg (1265–1285) den Juden gegenüber nicht nur tolerant, er verlegte sogar ihretwegen den Leipziger Markttag vom Samstag (jüdischer arbeitsfreier Sabbat) auf den Freitag. Kurfürst Moritz (1521–1553) wollte den Juden dagegen keinerlei Rechte einräumen, „am wenigsten“ durften sie sich „sesshaft machen“. Wer bereits in Leipzig wohnte, musste die Stadt verlassen. Es vergingen 300 Jahre, bis im 18. Jahrhundert die Wiederansiedlung von Juden in Leipzig begann. Das Königreich Sachsen war wahrscheinlich das rückständigste Land Deutschlands in Bezug auf die Emanzipation der Juden. Erst 1836 wurde ihnen für Dresden und Leipzig das unbeschränkte Wohnrecht gewährt. Juden anderer Staatsangehörigkeiten bedurften jedoch noch immer einer besonderen Genehmigung. Am 3. Juli 1868 schaffte der Norddeutsche Bund alle aus religiösen Gründen bestehenden rechtlichen Beschränkungen durch ein Gesetz ab. Einen weiteren erheblichen Zuzug brachte der Erste Weltkrieg (1914–1918) und seine Nachwirkungen, die Zahl der Rauchwarenunternehmen in Leipzig stieg beträchtlich.
Osteuropäische jüdische Rauchwarenhändler hatten ihren Wohnsitz schwerpunktmäßig in Brody, Lissa und Sklow, sie hatten entscheidenden Anteil an der Entwicklung der Leipziger Messen und des Leipziger Rauchwarenhandels. Schon wegen ihrer fremdländischen Kleidung waren die sogenannten „Messjuden“ nicht zu übersehen. Auf der Neujahrsmesse 1781 sollen die polnischen Juden, besonders die Lissaer und Brodyer, teils auf ihren eigenen, teils auf gemieteten Wagen „circa 4000 Centner“ verladen haben.
Zusammen mit anderen jüdischen Rauchwarenhändlern erhielt Löbel Fabian Lichtheim aus Lissa am 4. April 1815 die Erlaubnis, für ein Jahr in Leipzig Messmakler zu sein. Nach Ablauf dieses Versuchsjahrs bestand die Regierung darauf, dass die Makler auf unbestimmte Zeit bestellt und vereidigt wurden. Am 6. Mai 1816 wurden er und zwei weitere als Erste im (Alten) Rathaus vor Zeugen und vor einer Thorarolle „jüdischem und christlichem Gebrauche nach“ vereidigt. Der Schwerpunkt des Osthandels mit Rauchwaren lag jedoch in Brody, das von den nunmehr 28 Messmaklern allein 14 stellte, aus Lissa kam nur einer. Als jüdische Messmakler durften sie nicht ganzjährig tätig sein, sondern nur zur  Zeit der Messen. In ihrer Tätigkeit als Messmakler – nicht bei Geschäften auf eigene Rechnung – waren sie jedoch städtische Beamte. Die Maklerordnung und mit ihr das Amt des Maklers wurde im Jahr 1868 aufgehoben.
Die Lissaer Kürschner und Pelzhändler trieben bald nicht nur Handel mit anderen Pelzhandelszentren, wie dem vorwiegend von Juden besiedelten, heute zur Ukraine gehörenden Brody, sondern traten naturgemäß auch als deren Konkurrenten auf. Die erste solche Erwähnung für das Pelzhandelszentrum in Leipzig war am 6. Mai 1823. Die Leipziger Kürschnerinnung beschwerte sich, dass der hiesige Kaufmann Aurich durch einen Juden Jossol von Lissa, rohe Schuppen, das sind ungegerbte Waschbärfelle, sortieren ließ.

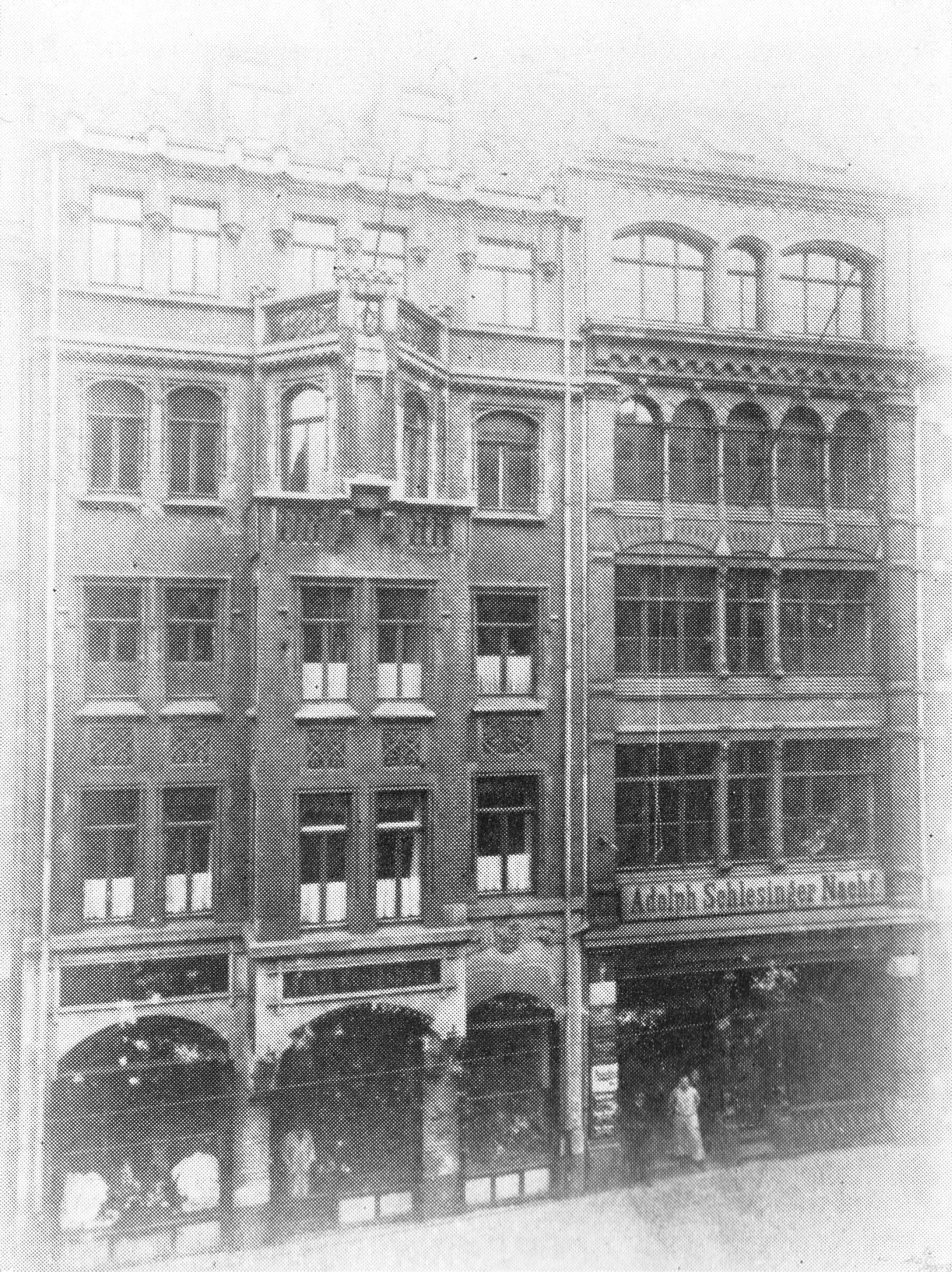
Rauchwarenhandlung Adolph Schlesinger, Inhaber Richard König, Leipzig (Anfang 20. Jh.)

Wilhelm Harmelin, aus einer Familie Brodyer Fellhändler stammend, hob in seiner Arbeit über Juden in der Leipziger Rauchwarenwirtschaft folgende, aus Lissa/Leszno stammende Leipziger Firmen der Pelzbranche hervor:
- Cohn. Der Rauchwarenhändler Leopold I. Cohn übersiedelte 1872 von Lissa nach Leipzig und errichtete die Firma „Leopold I. Cohn“. Nach seinem Tod wurde sein Sohn Heinrich C. (genannt Henry Cohn-Grosz, 1871–1966) Prinzipal. Das Geschäft wurde 1937 liquidiert.
- Rosenstock. Der Rauchwarenhändler Michael Rosenstock, der Caroline von Hansen geheiratet hatte, errichtete 1818 in Lissa die Rauchwarenhandlung „M. Rosenstock“. Im Jahr 1839, nachdem sein Sohn Ferdinand Rosenstock (1821–1883) als Gesellschafter aufgenommen war, wurde die Firma in „Rosenstock & Sohn“ umbenannt. Kurz danach wurde das Unternehmen nach Berlin verlegt, wohin Michael und Ferdinand Rosenstock umgezogen waren. Im Jahr 1868 zog Ferdinand Rosenstock mit seiner Firma weiter nach Leipzig. Spätere Gesellschafter wurden Ferdinands Sohn, Solms Rosenstock (1858–1931). Solms war seit etwa 1880 Vorsteher der Israelischen Religionsgemeinde zu Leipzig, wie auch seit 1930 der Enkel Felix Rosenstock. Der zuletzt als nichtjüdisch eingetragene Geschäftsbetrieb endete 1938.
- Schlesinger. Robert Schlesinger (1825–1891) gründete 1849 in Bojanowo bei Posen die Rauchwarenfirma  „Robert Schlesinger“. Kurz darauf zog er nach Rawicz, dann nach Lissa und später nach Breslau. In Breslau gründete er mit seinem Sohn Adolph Schlesinger (1852–1902) die Rauchwarenfirma „Robert Schlesinger & Sohn“. Robert Schlesingers Schwiegersohn Isidor Pelz (1853–1941), ein Enkelsohn des Rauchwarenhändlers Abraham Pelz (* 1780 in Borek, heute Borek Wielkopolski, bei Posen), trat 1884 als Gesellschafter ein. Adolph Schlesinger zog 1884 nach Leipzig und errichtete hier eine Filiale von Robert Schlesinger & Sohn. Im Jahr 1888 schieden Isidor Pelz und Adolph Schlesinger aus der Breslauer Firma aus. Isidor Pelz errichtete in Breslau das Rauchwarenunternehmen „I. Pelz“; Adolph Schlesinger wurde Prinzipal der nunmehr selbständig gewordenen Firma Robert Schlesinger & Sohn in Leipzig, die 1893 in „Adolph Schlesinger“ umbenannt wurde. Adolph Schlesingers Witwe Minnie Woolf-Schlesinger (* 1867, in den 1960er Jahren in London wohnhaft) verkaufte das Geschäft 1902 an den nichtjüdischen Prokuristen Richard König, der die Firma in „Adolph Schlesinger Nachfolger“ umbenannte.

Auch das bedeutende belgische Rauchwarenhaus Norden Frères hatte Wurzeln in Lissa. 1867 in Leipzig gegründet, unterhielt es später von Brüssel aus Vertretungen in Berlin, Zürich, Lyon, Amsterdam und Leipzig. Wie für den Fellhandel in Lissa häufig, beschäftigte es sich die meiste Zeit ausschließlich mit dem Kaninhandel. Zumindest der Mitinhaber Kurt Norden (* 1876; † 31. Dezember 1932 in Berlin) kam in Lissa zur Welt.
Mit der Möglichkeit des leichteren direkten Einkaufs durch den Bau der Eisenbahnen, spätestens seit der Verstaatlichung des russischen Rauchwarenhandels mit Gründung der Sowjetunion, verloren die osteuropäischen Pelzhandelsmärkte wie Brody und Lissa jede Bedeutung. In Leipzig endete sämtliche jüdische Geschäftstätigkeit innerhalb kürzester Zeit mit der Vertreibung der jüdischen Händler nach der Machtübernahme durch die Nationalsozialisten im Jahr 1933. Die wenigen verbliebenen Händler kleinerer Betriebe und eventuell zurückgebliebene Mitarbeiter oder Familienmitglieder starben in Konzentrationslagern oder wurden dort umgebracht. Der Leipziger Brühl verlor seinen Status als Rauchwaren-Welthandelsplatz, seine verbliebene Bedeutung für Gesamtdeutschland ging nach dem Zweiten Weltkrieg zu Ende.